# Arron Asham
Arron Miles Asham (* 13. April 1978 in Portage la Prairie, Manitoba) ist ein ehemaliger kanadischer Eishockeyspieler, der im Verlauf seiner aktiven Karriere zwischen 1994 und 2014 unter anderem 861 Spiele für die Canadiens de Montréal, New York Islanders, New Jersey Devils, Philadelphia Flyers, Pittsburgh Penguins und New York Rangers in der National Hockey League auf der Position des rechten Flügelstürmers bestritten hat.

## Karriere
Während des NHL Entry Draft 1996 wurde Arron Asham als insgesamt 71. Spieler von den Canadiens de Montréal ausgewählt. Zu diesem Zeitpunkt war er Spieler der Red Deer Rebels in der Western Hockey League, für die er von 1994 bis 1998 insgesamt vier Jahre lang aktiv war.

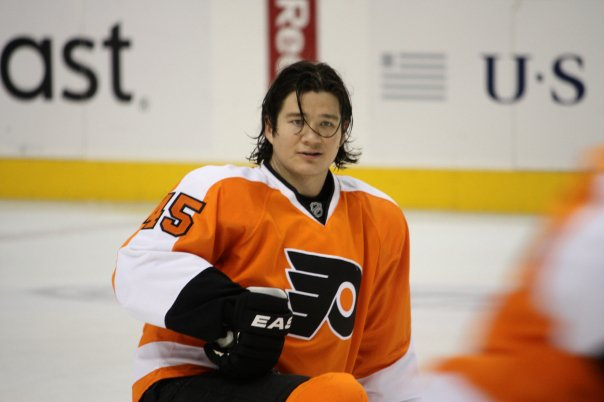
Asham im Trikot der Philadelphia Flyers

Gegen Ende der Saison 1997/98 gab Asham für das damalige Farmteam Montréals, die Fredericton Canadiens aus der American Hockey League, sein Debüt im professionellen Eishockey. In der folgenden Spielzeit kam er auch zu seinem Debüt in der National Hockey League für Montréal und kam in seiner Premierensaison zu sieben Einsätzen. In den Jahren 1999 bis 2000 kam Asham regelmäßig für die Canadiens und ihr neues Farmteam, die Citadelles de Québec, zum Einsatz. Am 22. Juni 2002 wurde er zusammen mit einem Fünftrunden-Wahlrecht für den NHL Entry Draft 2002 gegen Mariusz Czerkawski an die New York Islanders abgegeben. Dort entwickelte sich der Flügelspieler erstmals zum NHL-Stammspieler mit 78 respektive 79 Einsätzen von möglichen 82 in der regulären Saison. Den Lockout der NHL-Saison 2004/05 überbrückte Asham in der Schweiz beim EHC Visp aus der Nationalliga B, für die er in fünf Spielen sechs Scorerpunkte erzielen konnte, darunter zwei Tore. Nach Wiederaufnahme des Spielbetriebs in der NHL kehrte Asham zu den Islanders zurück.
Am 7. August 2007 erhielt Asham einen Vertrag bei den New Jersey Devils, die er nach nur einer Saison wieder verließ. Ab dem 7. Juli 2008 stand Asham im Kader der Philadelphia Flyers. Nachdem er mit den Flyers in der NHL-Saison 2009/10 die Finalspiele um den Stanley Cup erreichte und in sechs Partien den Chicago Blackhawks unterlag, unterzeichnete Asham im August 2010 einen auf ein Jahr befristeten Vertrag bei den Pittsburgh Penguins.
Im Juli 2012 wurde er als Free Agent von den New York Rangers unter Vertrag genommen. Nachdem er in der Saison 2012/13 in 27 Spielen für die Rangers auf dem Eis gestanden war, wurde er im Rahmen der Vorbereitung auf die nächste Spielzeit an das AHL-Farmteam Hartford Wolf Pack abgegeben. Dort beendete er im Sommer 2014 schließlich seine Karriere als Aktiver.

## Erfolge und Auszeichnungen
- 1995 Goldmedaille beim Pacific Cup

## Karrierestatistik

### International
Vertrat Kanada bei:
- Pacific Cup 1995

(Legende zur Spielerstatistik: Sp oder GP = absolvierte Spiele; T oder G = erzielte Tore; V oder A = erzielte Assists; Pkt oder Pts = erzielte Scorerpunkte; SM oder PIM = erhaltene Strafminuten; +/− = Plus/Minus-Bilanz; PP = erzielte Überzahltore; SH = erzielte Unterzahltore; GW = erzielte Siegtore; 1 Play-downs/Relegation; Kursiv: Statistik nicht vollständig)